# Кристина Иљиних
Кристина Алексејевна Иљиних (рус. Кристина Алексеевна Ильиных; Јекатеринбург, 27. новембар 1994) елитна је руска скакачица у воду и репрезентативка Русије. Њена специјалност су појединачни и синхронизовани скокови са даске са висина од једног и три метра. Завршила је Уралски државни факултет, одсек за спорт и физичку културу. Вишеструка је првакиња Русије у скоковима са даске у појединачној конкуренцији те у конкуренцији парова.
Иљинихова је била део руског олимпијског тима на ЛОИ 2016. у Рију где се такмичила у појединачним скоковима са трометарске даске. Олимпијски деби окончала је на 15. месту у полуфиналу своје дисциплине. 
Први значајнији успех у каријери остварила је на европском првенству 2014. у Берлину где је освојила сребрну медаљу у скоковима са даске са висине од 3 метра. Највећи успех у каријери остварила је на Светском првенству 2017. у Будимпешти где је у пару са Надеждом Бажином освојила бронзану медаљу у синхронизованим скоковима са даске 3 м.